# Åke Elmér
Åke Elmér, född den 14 oktober 1910 i Södra Sandsjö socken, Kronobergs län, död 2001, var fil.dr. och tidigare rektor vid Socialhögskolan i Lund.

## Biografi
Elmér var son till folkskollärare Karl Elmér och Ellen, f. Åkesson. Han fick sin utbildning i Lund där han blev fil. mag. 1933, fil. lic. 1951 och tog sin doktorsexamen 1960.
Han arbetade som folkhögskollärare 1932-43 och var VD för Föreningen Norden 1943-45. Han var biträdande lärare vid Lunds universitet 1947-60, e.o. docent 1961-63 och gästprofessor i USA 1962-63. Tilldelad Professors namn enligt beslut av regeringen 1993.
Återkommen till Sverige fick han tjänst som universitetslektor vid Socialhögskolan Lund 1963-77 och var rektor där 1966-77.
Elmér innehade också en rad förtroendeuppdrag och var sekreterare i 1944 års nykterhetskommitté åren 1945-53, Skolöverstyrelsens konsulent för nykterhetsundervisning 1955-64 samt kommunalpolitiska uppdrag i Lund. Han var vidare vice president i International Association of Schools of Social Work 1972-76, och ordförande i Svenska akademikers nykterhetsförbund 1968-88.